# Žabari (gemeente)
Žabari (Servisch: Жабари) is een gemeente in het Servische district Braničevo.
Žabari telt 13.034 inwoners (2002). De oppervlakte bedraagt 264 km², de bevolkingsdichtheid is 49,4 inwoners per km².